# Freakazoid!
Freakazoid! é uma série de desenho animado estadunidense, criada por Bruce Timm e Paul Dini e  produzida por Steven Spielberg para a Warner Bros. Animation exibida entre os anos de 1995 e 1997.
Inicialmente fora imaginado por Bruce Timm como uma animação de super-herói mais convencional, mas Spielberg, preferindo o tom de comédia pastelão, acrescentou à equipe o produtor Tom Ruegger, com quem já havia trabalhado em Animaniacs.
A série teve apenas duas temporadas e contava a história de um jovem nerd viciado em computadores, que um dia, devido a uma falha no novo processador, acaba sendo sugado para o ciberespaço, adquirindo incríveis super poderes e enlouquecendo no processo.
No Brasil o desenho já passou na Tv Globo, Band, SBT, Cartoon Network, Warner Channel e no Tooncast.  
Freakazoid! chegou ao catálogo da HBOMax no dia 21 de maio de 2022.

## História
Conforme contado no sexto episódio da 1ª temporada ("The Chip", de Paul Rugg), no Natal daquele ano a empresa APEX, comandada por Armondo Guitierrez, comercializou milhões de unidades do processador Pent III, que continha uma falha perigosa, detectada pelo engenheiro escocês Roddy MacStew: se, ao se conectar à internet usado o chip, o usuário digitasse uma sequência específica de caracteres e, ato contínuo, deletar. Essa falha, cuja probabilidade de ocorrer era de 1:450.000.000, sugaria o usuário para o ciberespaço, o dotando de poderes incríveis, mas o enlouquecendo completamente ao inundar seu cérebro com todo o conhecimento disponível na internet.
Entretanto, o nerd Dexter Douglas passa por isso quando seu gato Xurumela acidentalmente digita a sequência enquanto caminha sobre o teclado. Com isso, ativa o defeito do processador, fazendo Dexter ser sugado para o ciberespaço e transformado num amalucado super-herói de pele azul, um Freakazoid!.
A partir de então, sempre que grita a palavra "ANIMAL!" ("Freak Out!", no original), Dexter cede lugar a Freakazoid!, sempre disposto a enfrentar o crime e o mal - quer dizer, a não ser que algo o distraia, como um convite do Sargento Mike Cosgrove para um banho de lama, um festival de argamassa ou simplesmente comer menta. Para voltar a ser Dexter Douglas, Freakazoid! grita "AO NORMAL" ("Freak In"). Como apresentado no episódio 12 da 1ª temporada ("House of Freakazoid/Sewer os Later" - "casa de Freakazoid" em Pt-Br, em homenagem aos monstros da Universal Studios), quando está na forma de Dexter Douglas, Freakazoid! se fica na Freakazona (não confundir com o Freakalar, espécie de Batcaverna do herói), um espaço literalmente dentro da cabeça de Dexter.
Entre seus inimigos estão o gênio do mal Cerebelo; o apavorante Castiçal; a ambiciosa Rainha Cobra e suas cobras gigantes; o pré-histórico e muito culto Cavernoso; o bandoleiro com ambições artísticas Bovino; e Gutierrez, a versão de Armondo Gutierrez após usar em si mesmo a falha do processador Pent III. 
Já o elenco de apoio conta com Steph, a namorada de Freakazoid!; Douglas, Debbie e Duncan, respectivamente o pai, a mãe e o irmão de Dexter (sim, seu pai se chama "Douglas Douglas"); o alienígena Debiloide e o Fã Bobão; além dos já citados Sgt. Cosgrove e Roddy MacStew, que se torna uma espécie de mentor do Freakazoid!. Além disso, censores, produtores, executivos e outras personalidades reais - como Steven Spielberg, Bill Gates, o então presidente Bill Clinton e a primeira-dama Hillary, o músico de jazz Louis Armstrong, Willian Shatner, Leonard Nimoy, Nichelle Nichols e George Takei, ou ainda a cantora Barbra Streisand e a princesa britânica Lady Di - apareceram algumas ou diversas vezes durante os episódios. Outros heróis como O Caçador e Lorde Bravura também tiveram mini episódios próprios dentro do show.

## Poderes
Repetindo um recurso usual dos desenhos de humor nonsense, Freakazoid! era virtualmente capaz de qualquer coisa, conforme a necessidade ou a possibilidade de uma piada, tal qual Roger Rabbit descreve em "Uma cilada para Roger Rabbit". 
Entretanto, ele não é capaz de voar. Em geral o herói se desloca correndo enquanto imita uma postura similar a voar (os braços esticados sobre a cabeça e as mãos espalmadas lado a lado) e fazendo com a boca barulhos semelhantes ao vento durante o voo. Em outras ocasiões, Freakazoid é exibido correndo rápido como um raio ou dirigindo o Freakamóvel.

## Controvérsia com Mike Allred
O quadrinista Mike Allred chegou a apontar as muitas semelhanças entre o personagem animado e Madman, sua criação do início dos anos 1990 (Madman estreou na revista Creatures of the Id, de outubro de 1990). Segundo Allred, Bruce Timm teria admitido que Madman o inspirou diretamente na criação de Freakazoid.
Allred conta que, ao ver a desenho na Tv, sentiu-se traído e não mais lisonjeado como se sentira a princípio. Como relatou em seu blog em 2003, Mike escreveu ao produtor Steven Spielberg sobre as semelhanças em excesso, ao que nunca obteve resposta. Ao mesmo tempo, o próprio Mike Allred confessa que Madman em si já é uma salada de referências e que, exceto pelo sinal de exclamação no símbolo dos dois personagens, já não se incomoda com as semelhanças

## Dublagem e adaptação brasileiras
- Guilherme Briggs - Freakazoid
- Manolo Rey - Dexter Douglas
- Pedro Eugênio - Duncan Douglas
- Cláudia Martins - Debbie Douglas
- Roberto Macedo - Doug Douglas
- José Santa Cruz - Sgt. Mike Cosgrove
- Sylvia Salustti - Steff
- Hamilton Ricardo(voz principal)/Mário Cardoso(um episódio) - Roddy MacStew
- Maurício Berger - Professor Jones
- Mário Cardoso - Professor Heiney
- Darcy Pedrosa/Mário Cardoso/Élcio Romar - Paul Harvey
- Jorge Lucas - Armando Gutierrez
- Jomery Pozzoli - Cerebelo
- Carla Pompilio(voz principal)/Lina Rossana(um episódio) - Rainha Cobra
- Mauro Ramos - Cavernoso
- Carlos Seidl - Bovino
- Renato Rosenberg - Castiçal

Freakazoid é considerado um dos primeiros grandes trabalhos de Guilherme Briggs, que interpreta o herói. O jeito amalucado do personagem permitiu que o dublador fizesse mudanças de voz, emulasse sotaques e criasse chavões.
Por conter muitas referências à cultura estadunidense, Freakazoid trazia grandes desafios para ser adaptado a outros contextos. Muitas gags, tanto textuais como visuais acabam sendo intraduzíveis para outros contextos, apesar de que o espírito nonsense da animação impede que esse descompasso impacte muito a fruição do desenho em outros lugares.